# 霍士傑
霍士傑爵士，OBE，CBE，JP（1919年12月22日—2001年10月21日）曾任香港市政局主席、香港房屋委員會委員（1972-1985），以及第一任九廣鐵路公司主席。他生於英國，早年就讀愛丁堡皇家中學及列里富航海學校（Leith Nautical College），1965年至1991年獲委任為市政局議員，1981年至1986年出任市政局副主席，1986年至1991年當上該局主席。

## 個人生活
霍士傑生前已婚，與妻子Elizabeth Stevenson 育有3名子女。

## 以其命名事物
- 香港公園霍士傑溫室
- 九鐵G16型柴油機車59「霍士傑號」（已於2018年因意外提早報廢，但其命名牌號獲得保留）

| 前任：張有興 1981年4月1日－1986年3月31日 | 香港市政局主席 1986年4月1日－1991年5月31日 | 繼任：梁定邦 1991年6月3日－1999年12月31日 |

## 外部連結
- 董建華宴請前市政局主席 （页面存档备份，存于）